# Малаволта (Ливорно)
Малаволта је насеље у Италији у округу Ливорно, региону Тоскана.
Према процени из 2011. у насељу је живело 42 становника. Насеље се налази на надморској висини од 297 м.